# Viaduc Kennedy
Ne doit pas être confondu avec Pont Kennedy.
Le viaduc Kennedy est un axe routier urbain qui surplombe le réseau ferroviaire de la gare de Nancy et permet de relier le quartier de la gare avec les quartiers Sud et les quartiers Ouest de la ville. Il mesure 348 m de long.

## Situation et accès

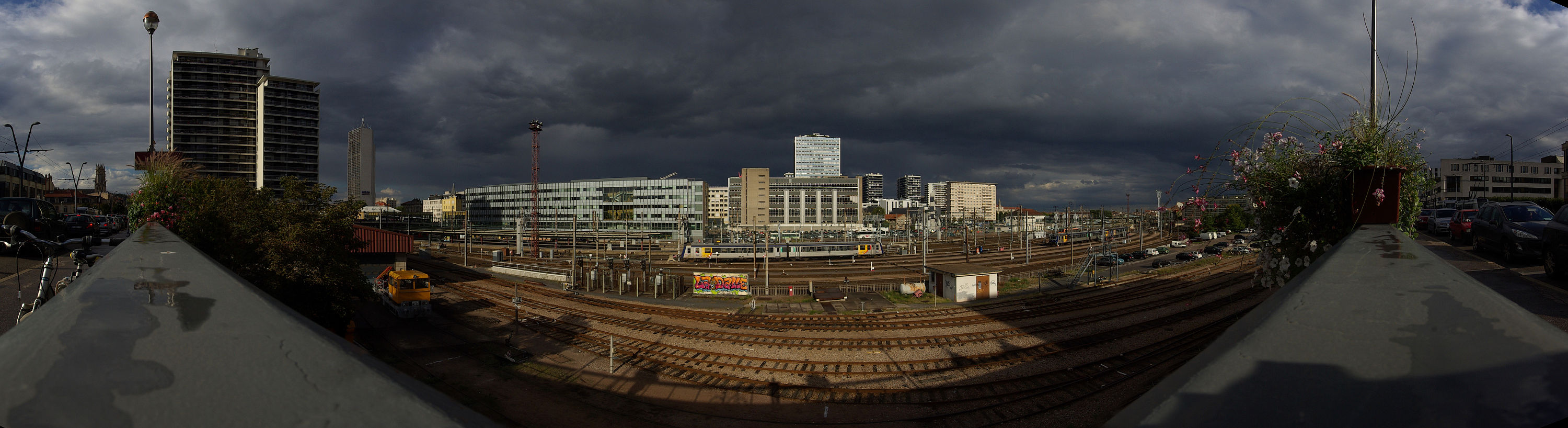
Vue panoramique du site du viaduc Kennedy à Nancy.

## Origine du nom
Il porte le nom de John Fitzgerald Kennedy (1917-1963), 35e président des États-Unis.

## Historique
Le viaduc a été construit dans les années 1960, et a été baptisé en l'honneur du président John Fitzgerald Kennedy assassiné en 1963. Il a été inauguré en mai 1966.
La ligne A du tramway de Nancy passe sur le viaduc Kennedy, à côté d'une voie de circulation pour le trafic automobile à sens unique dans le sens sud-nord.
En 2020 des défauts ont été constatés sur une des poutres et ont nécessité des travaux de maintenance réalisés en urgence. La circulation alternée des Tram a été mise en place pour éviter de fragiliser les structures défectueuses.

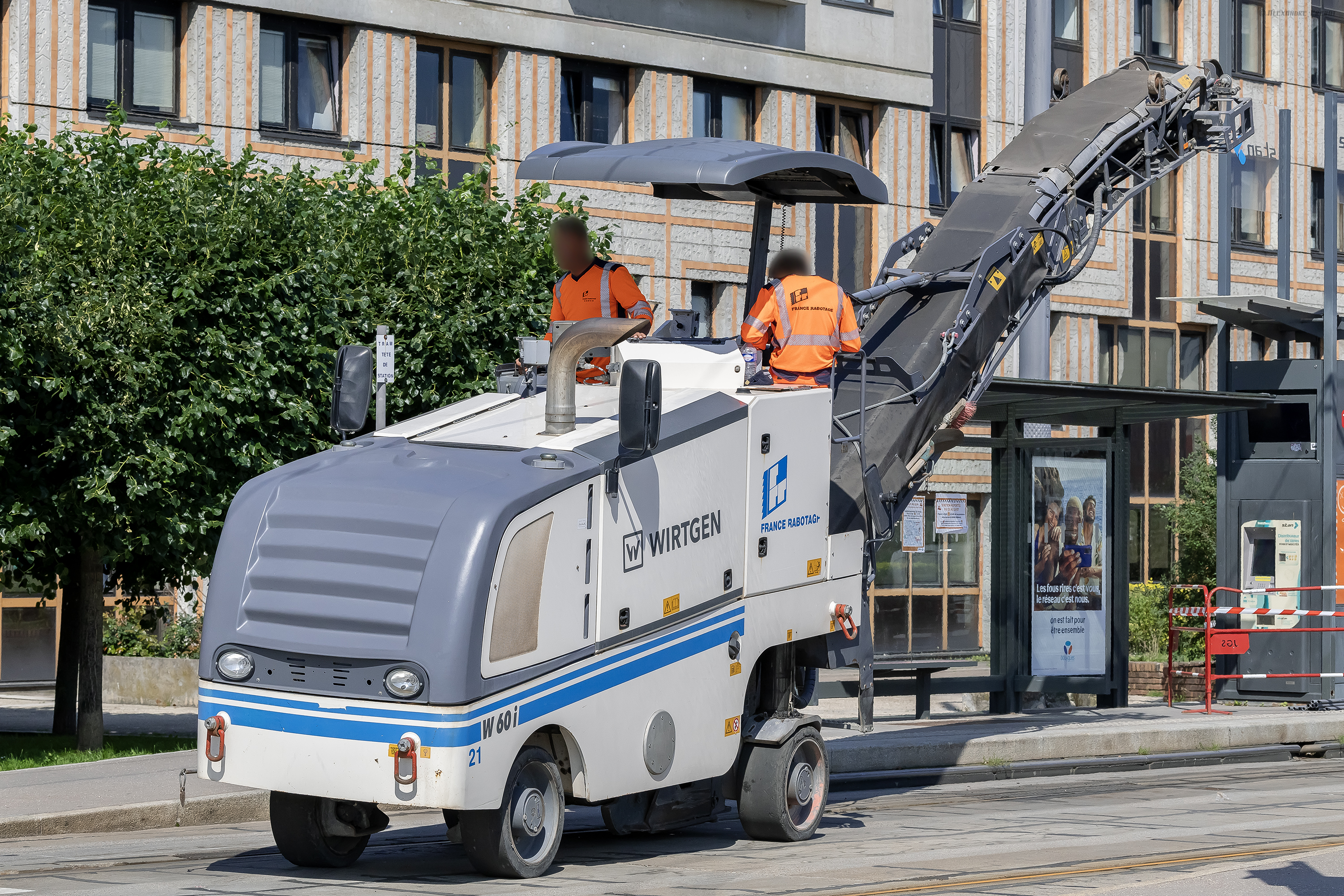
Travaux de voirie sur le viaduc Kennedy en juillet 2021.

L'Académie lorraine des sciences et la Communauté urbaine du Grand Nancy ont leur siège situé sur le côté ouest du viaduc.